# AT Андромеды
AT Андромеды (лат. AT Andromedae) — двойная звезда в созвездии Андромеды на расстоянии (вычисленном из значения параллакса) приблизительно 1498 световых лет (около 459 парсеков) от Солнца. Видимая звёздная величина звезды — от +10,92m до +10,42m. В 1997 году было выдвинуто ошибочное предположение, что звезда относится к классу нестандартных цефеид.

## Характеристики
Первый компонент (WDS J23425+4301A) — жёлто-белая пульсирующая переменная звезда типа RR Лиры (RRAB) спектрального класса F0-F7, или F*. Масса — около 1,753 солнечной, радиус — около 3,084 солнечных, светимость — около 9,619 солнечных. Эффективная температура — около 5811 K.
Второй компонент (WDS J23425+4301B) — оранжевый карлик спектрального класса K. Видимая звёздная величина звезды — +12,75m. Масса — около 851,44 юпитерианских (0,8128 солнечной). Орбитальный период — около 6 лет'. Удалён на 0,2 угловой секунды (1,803 а.е.).